# Gesamtanlage Altstadt Schorndorf

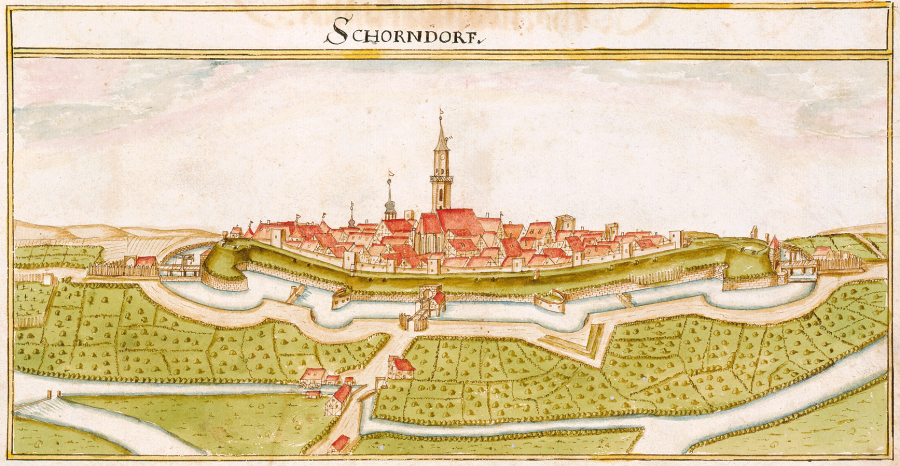
Schorndorf – Andreas Kieser 1685

Die Gesamtanlage Altstadt Schorndorf ist ein denkmalgeschütztes Ensemble in Schorndorf, einer Stadt im Rems-Murr-Kreis in Baden-Württemberg Geschützt ist seit 1983 die im 13. Jahrhundert gegründete Altstadt.

## Allgemeines
Gesamtanlagen schützen gemäß § 19 Denkmalschutzgesetz Baden-Württemberg Straßen-, Platz- und Ortsbilder, an deren Erhaltung aus wissenschaftlichen, künstlerischen oder heimatgeschichtlichen Gründen ein besonderes öffentliches Interesse besteht. Geschützt ist das überlieferte Erscheinungsbild der Gesamtanlage mit seinen Bestandteilen und Merkmalen. Neben Bauwerken zählen dazu auch Straßen- und Platzräume oder Grün- und Freiflächen. Schützenswert können außerdem die topographische Lage, der Ortsgrundriss oder eine Stadtsilhouette sein. Der Gesamtanlagenschutz umfasst bei Gebäuden nur die von außen sichtbaren Teile; bei Kulturdenkmalen innerhalb der Gesamtanlage, die zusätzlich nach anderen Bestimmungen des Gesetzes geschützt sind, ist darüber hinaus auch das Innere Gegenstand des Denkmalschutzes.

## Beschreibung
Die aus einer dörflichen Ansiedlung des 8. Jahrhunderts sowie einer planmäßigen Stadtgründung des 13. Jahrhunderts hervorgegangene Stadt Schorndorf erhielt im 14. und 15. Jahrhundert durch Zusammenlegung der beiden Kernbereiche ihre bis heute überlieferte Ausdehnung und wird im frühen 16. Jahrhundert zu einer der wichtigsten württembergischen Grenzfestungen ausgebaut. Die ablesbare Siedlungsentwicklung, die überkommene Bebauungs- und Parzellenstruktur des 16. bis 18. Jahrhunderts sowie die einstige Bedeutung als ehemaliger württembergischer Herzogssitz begründen damit die Qualität der Stadt als Gesamtanlage.
Teile der Gesamtanlage Schorndorf:

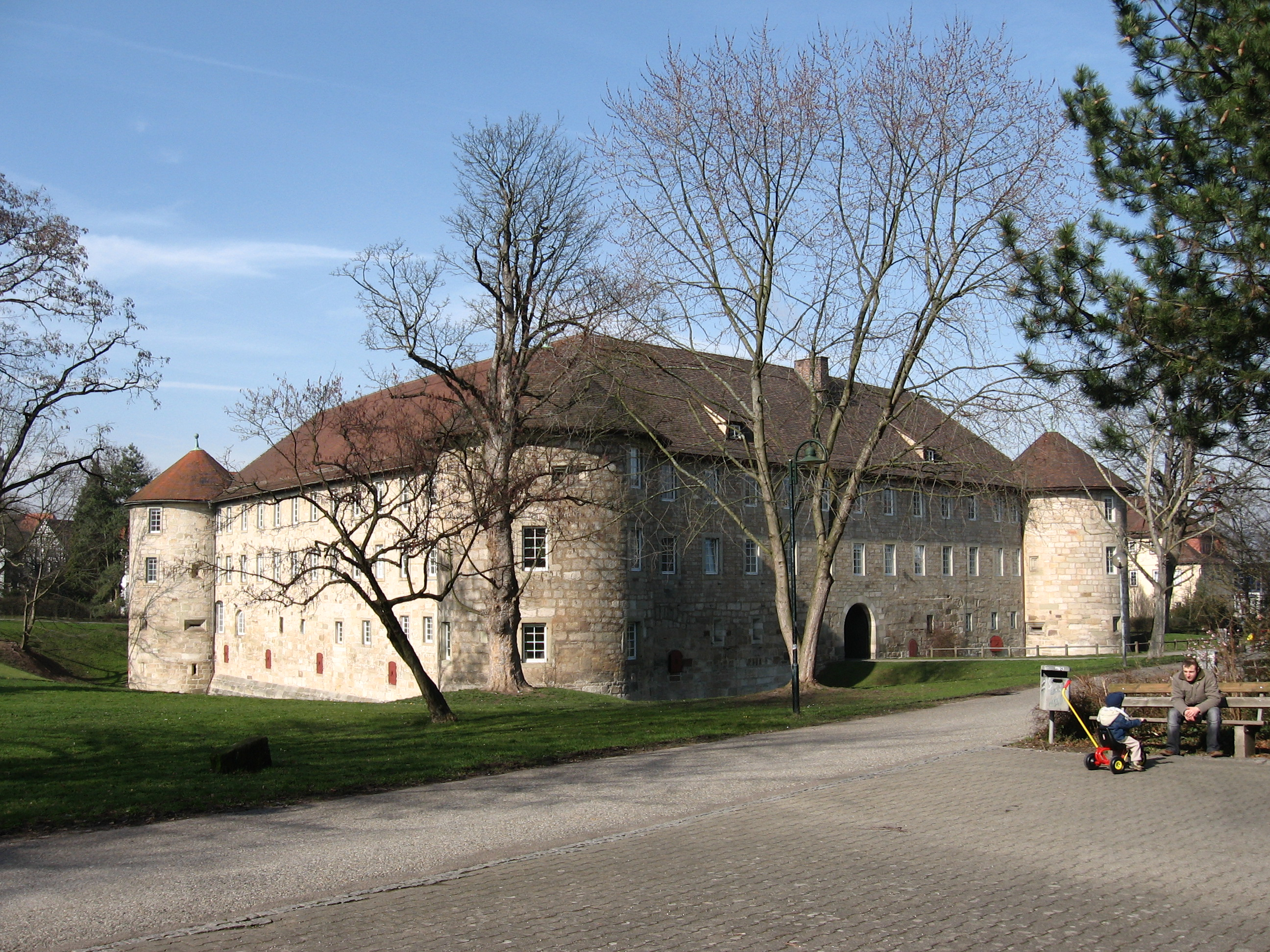
Schloß Schorndorf
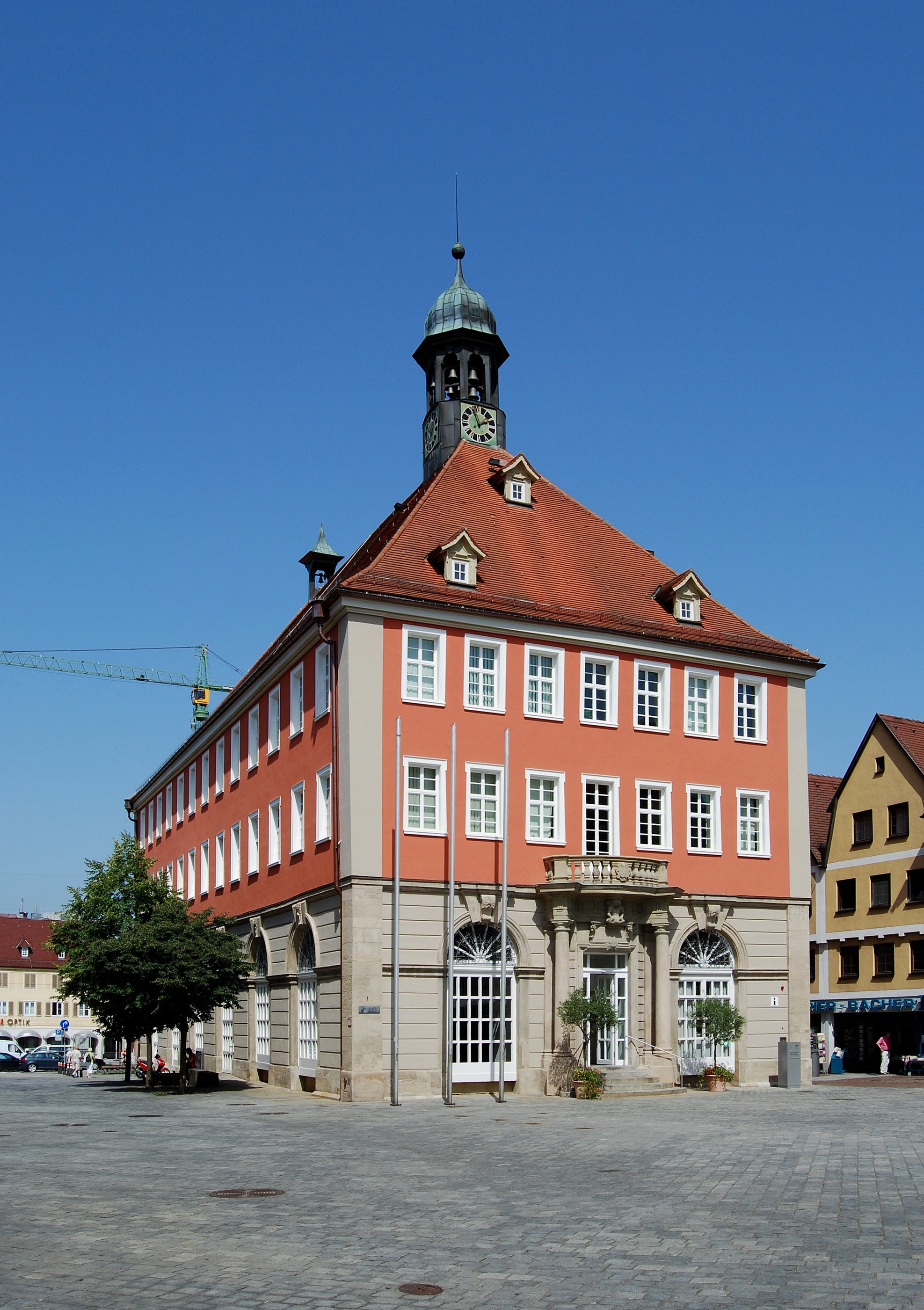
Schorndorfer Rathaus
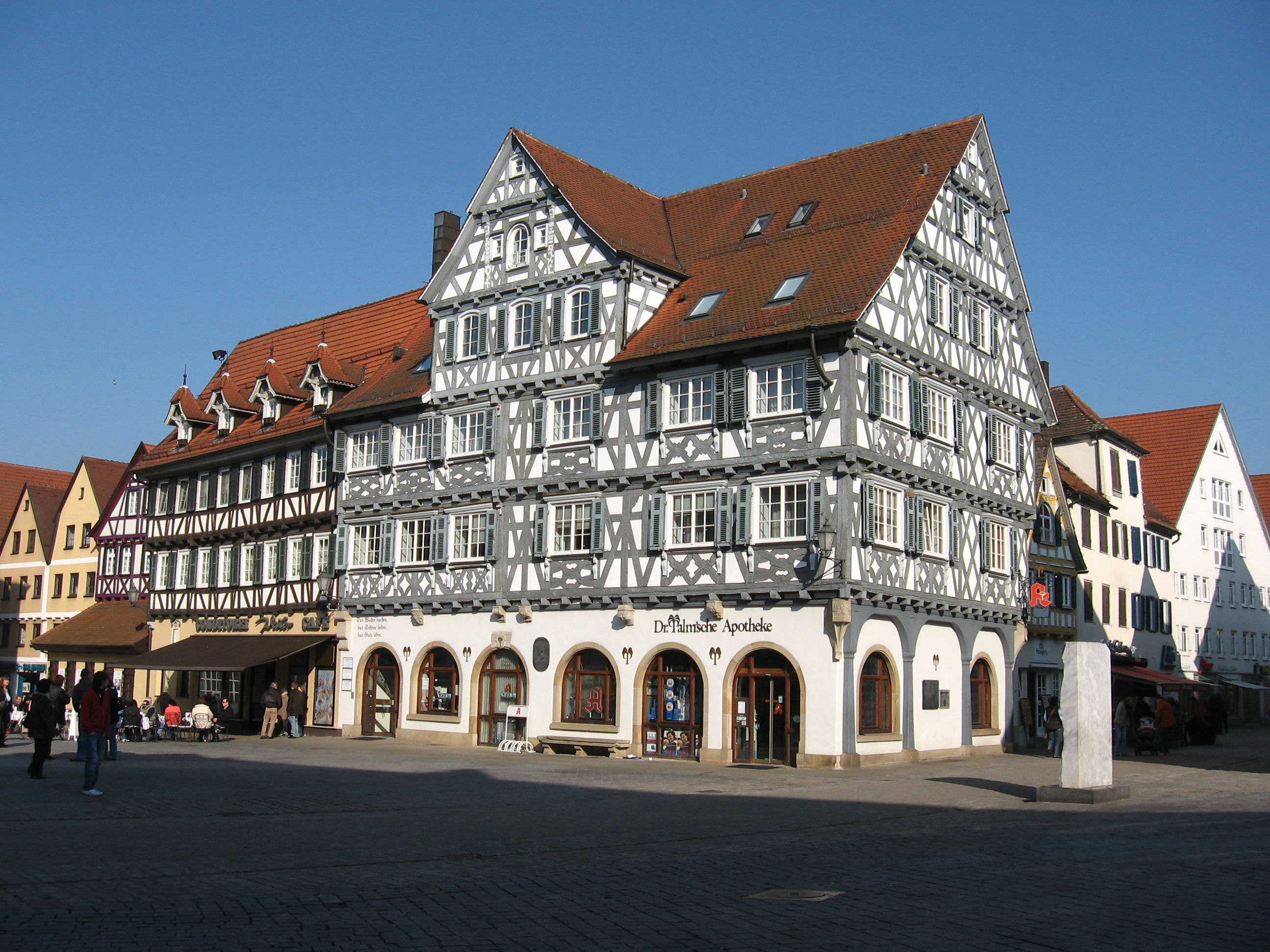
Palmsche Apotheke
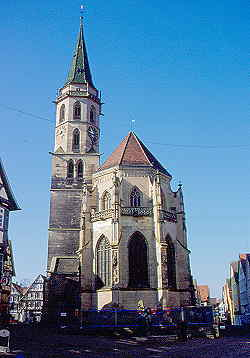
Stadtkirche
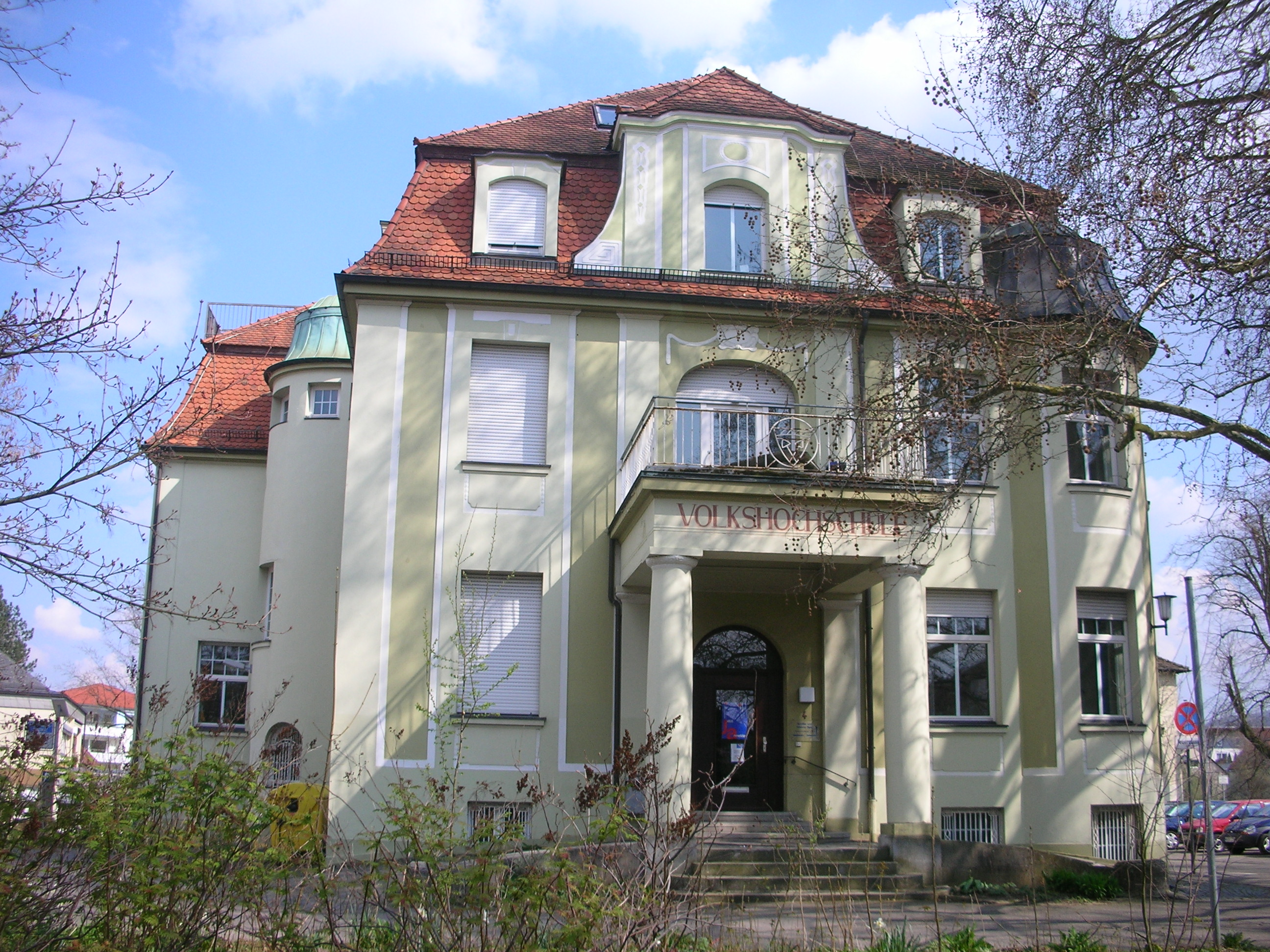
Villa Arnold